# Bombardement de Chongqing
Guerre sino-japonaise
Batailles
Seconde Guerre mondiale : batailles de la Guerre sino-japonaise
- Incident du pont Marco-Polo
- Shanghai
- Taiyuan
- Xinkou
- Pingxingguan
- Taierzhuang
- Xuzhou
- Nankin
  - bataille
  - massacre
- lac Khassan
- Wuhan
- Nanchang
- Khalkhin Gol
- Suixian-Zaoyang
- Changsha (1re)
- Guangxi
- Henan
- Zaoyang-Yichang
- Cent Régiments
- Shanggao
- Sud-Shanxi
- Changsha (2e)
- Pacification du Mandchoukouo
- Changsha (3e)
- Hubei
- Changde
- Ichi-Go
- Changsha (4e)
- Guilin-Liuzhou
- Reconquête chinoise

Guerre du Pacifique
Front d'Europe de l'ouest
Front d'Europe de l'est
Campagnes d'Afrique, du Moyen-Orient et de Méditerranée
Bataille de l'Atlantique
Théâtre américain
Le nom de bombardement de Chongqing (chinois traditionnel : 重慶大轟炸, chinois simplifié : 重庆大轰炸, japonais : 重慶爆撃) désigne une campagne de bombardements stratégiques menée par le Service aérien de l'Armée impériale japonaise, durant la seconde guerre sino-japonaise. Les bombardements durèrent du 18 février 1938 au 23 août 1943, période durant laquelle plus de 3 000 tonnes de bombes auraient été lâchées sur la ville.
Le gouvernement de la République de Chine avait en 1938 quitté Nankin pour s'installer à Chongqing, devenue capitale provisoire du pays. Ayant remporté de nombreuses victoires militaires mais n'étant pas parvenus, comme ils l'espéraient, à terminer la guerre en trois mois, les Japonais lancèrent une campagne de harcèlement destinée à réduire la résistance inattendue des Chinois. Selon les estimations du gouvernement chinois, les troupes de l'empire du Japon auraient réalisé environ 5 000 raids et lâché 11 500 bombes sur la ville, en utilisant en majorité des bombes incendiaires.
Les raids japonais visaient en grande partie des cibles civiles : les deux premiers jours des raids réalisés en mai 1939 causèrent la mort d'environ 5 000 civils chinois. Deux mois plus tard, les États-Unis imposèrent leurs premières sanctions économiques aux Japonais, en interdisant l'exportation de pièces détachées pour l'aéronautique vers le Japon.

Victimes de la panique, 4000 personnes ont été piétinés ou étouffés en essayant de se réfugier dans des abris au cours d'un raid aérien japonais, le 5 juin 1941.

Le 5 juin 1941, les Japonais réalisèrent plus de vingt sorties aériennes, bombardant la ville durant trois heures. Environ 4 000 civils, réfugiés dans un tunnel, seraient morts asphyxiés.
Chongqing est considérée comme la ville ayant subi le plus grand nombre de bombardements sur toute la durée du conflit entre la Chine et le Japon.
Réalisé contre une cible peu défendue, du fait de la grande disparité de moyens aériens entre la Chine et le Japon, le bombardement de Chongqing est un objet de contentieux entre les deux pays. En mars 2006, un groupe de 40 citoyens chinois ayant vécu la campagne de bombardements ou y ayant perdu des membres de leur famille ont déposé une plainte contre le gouvernement japonais, réclamant des indemnités et des excuses officielles.